# Huérguina
Huérguina è un comune spagnolo di 115 abitanti situato nella comunità autonoma di Castiglia-La Mancia.